# Cumbernauld
Cumbernauld (Schots-Gaelisch: Comar nan Allt) is een stad in de Schotse lieutenancy Dunbartonshire in het raadsgebied North Lanarkshire. Cumbernauld heeft ongeveer 50.000 inwoners en daarmee is het  wat betreft inwonersaantal de tiende plaats van Schotland. Cumbernauld ligt in het centrum van de Central Belt, de dichtstbevolkte regio van Schotland, op de Schotse waterscheiding tussen de Forth en de Clyde. Toch is de stad meer gericht op Glasgow en het is ontworpen als New Town om de druk op de huizenmarkt van Glasgow te verlagen. 
Er zijn nog steeds sporen van de Romeinse bezetting zichtbaar, zoals bij Westerwood en ten noorden van de M80 waar de legioensoldaten over de Via Flavii gingen. Dit wordt herdacht in Cumbernauld Community Park, waar ook het enige zichtbare Romeinse openluchtaltaar van Schotland te zien is.
Jarenlang werd Cumbernauld voornamelijk bevolkt rond de plek die nu The Village heet, met het middeleeuwse Cumbernauld Castle op loopafstand. Het kasteel ontving regelmatig koninklijke gasten en stond bekend om de witte runderen waarop in het bos gejaagd werd. De stad begon zich uit te breiden toen de weefindustrie van het dorp werd aangevuld met mijnbouw en steengroeven, terwijl reizen door Schotland gemakkelijker werd dankzij het Forth and Clyde Canal en de aanleg van spoorwegen. Het station verbeterde de bereikbaarheid met Glasgow, Falkirk en Stirling. 
Cumbernauld werd op 9 december 1955 aangewezen als locatie voor een New Town, een stad die werd aangewezen voor uitbreiding met huizen voor arme of dakloze mensen na de Tweede Wereldoorlog. Dit leidde tot een snelle uitbreiding en bouw gedurende ongeveer 40 jaar totdat de stad zich vestigde als de grootste stad van North Lanarkshire met vandaag de dag ongeveer 50.000 inwoners. De economie van Cumbernauld is een mix van industrie en dienstverlening.

## Transport
De stations Cumbernauld en Greenfaulds liggen aan de Cumbernauld Line van Glasgow naar Falkirk en de Motherwell to Cumbernauld Line naar Motherwell. De M80 loopt door de stad en vormt de verbinding met Greater Glasgow, Falkirk en Stirling. Niet ver ten zuiden van de stad splitst de M73 hiervan af richting Uddingston en Motherwell, waar deze snelweg aansluit op de M74 naar het zuiden en de M8 naar Edinburgh. Door Cumbernauld lopen nog twee hoofdwegen, de A8011 en de A73 naar onder andere Airdrie en Newmains. Cumbernauld Airport wordt voornamelijk gebruikt voor de training van piloten en het onderhoud van vliegtuigen en helikopters. 

## Partnerstad
- Bron